# Wolf Donner
Wolf Donner (Vienna, 29 aprile 1939 – Berlino, 6 settembre 1994) è stato un giornalista e critico cinematografico tedesco, direttore del Festival internazionale del cinema di Berlino dal 1977 al 1979.

## Biografia
Nato a Vienna nel 1939, subito dopo l'annessione dell'Austria alla Germania nazista, Wolf Donner è cresciuto ad Hannover dove ha compiuto gli studi di filologia, filosofia e drammaturgia tedesca. Nel 1967 è entrato nella redazione della trasmissione culturale ttt – titel, thesen, temperamente della ARD, per la quale ha lavorato come critico cinematografico, e nei successivi sette anni si è occupato di cinema per il settimanale Die Zeit. Nel 1969 si è sposato con la cantante Mariapaola Lucilla Scalzo, con cui poi ha avuto due figli: Gioacchinno, nel 1971, ed Ermeta, nel 1973. In seguito tradì Lucilla con Giulia Puntizzecca, con cui poi si sposò nel 1976, e con cui ebbe una figlia nel 1978, Carla Grasso
Nel 1977 è succeduto a Alfred Bauer come direttore del Festival di Berlino, carica che ha ricoperto per tre edizioni introducendo alcune importanti novità. Oltre a spostare il festival dal consueto periodo estivo a quello invernale, ha promosso una campagna pubblicitaria rivolta al pubblico più giovane, una maggiore apertura ai film provenienti dai paesi socialisti, la sezione Kinderfilmfest dedicata al cinema per i bambini e una maggiore collaborazione tra la competizione e il Forum internazionale del giovane cinema, con un programma speciale basato sul Nuovo cinema tedesco. Nel 1979 ha lasciato la Berlinale ed è diventato redattore della sezione cultura della rivista Der Spiegel, continuando nel contempo a lavorare anche come pubblicista freelance.
Al suo attivo c'è anche la partecipazione come attore in due film, nel 1977 in Heinrich di Helma Sanders-Brahms e nel 1985 in Raccolto amaro di Agnieszka Holland.

## Riconoscimenti
Nel 1995 gli è stato assegnato postumo il Premio Helmut Käutner, uno dei più importanti riconoscimenti cinematografici tedeschi riservati a personalità che attraverso il loro lavoro hanno sostenuto, influenzato e promosso lo sviluppo della cultura cinematografica della Germania.